# Kristrup Boldklub
Kristrup Boldklub (KB 1908) er en dansk fodbold- og håndboldklub i Randersbydelen Kristrup, som blev stiftet den 28. marts 1908 som en ren fodboldklub. Klubbens første formand var Niels Jensen, som var en af medstifterne. Klubben blev medlem af Jydsk Boldspil-Union i 1922. 
Den 7. maj 1943 fik man håndbold på programmet.
Fodbolddelen har hjemmebane på Kristrup Stadium på Holmsgårdsvej.

## Ekstern henvisning
- Officiel hjemmeside

| Fodbold | Spire Denne artikel om en dansk fodboldklub er en spire som bør udbygges. Du er velkommen til at hjælpe Wikipedia ved at udvide den. |